# Gura Humorului
Gura Humorului (en allemand : Gura Humora, גורא הומאָרא (Gura Humora)) est une ville du județ de Suceava, Bucovine, Moldavie, située dans le nord-est de la Roumanie. En 2011, elle comptait 13 667 habitants.

## Géographie
Gura Humorului se trouve dans le Nord-Est de la Roumanie dans la Bucovine méridionale. La ville est située dans les Carpates orientales à la limite orientale des montagnes Obcinele de Bucovine dans la dépression d'Humorului à la confluence de la rivière Moldova River et de la rivière Humor.

## Histoire
Avant la Seconde Guerre mondiale, la ville comptait une communauté juive importante. Néanmoins, elle subit d'importantes persécutions. Le 10 octobre 1941, 2 945 Juifs de la ville sont déportés sous les ordres d'Ion Antonescu vers les camps de Transnistrie. Là-bas, ils meurent des mauvais traitements ou assassinés lors d'exécutions de masse.
La ville est le lieu de naissance du réalisateur cinématographique américain Nathan Juran.

## Démographie
Au cours du XIXe siècle, la composition ethnique et religieuse de Gura Humorului a drastiquement évolué.
Lors du recensement de 1930, 40,14 % de la population se déclarent allemands, 32,29 % comme juifs, 22,46 % comme roumains, 2,66 % comme polonais et 1 % comme ruthènes (1,45 % déclarent appartenir à une autre ethnie).
Lors du recensement de 2011, 90,17 % de la population se déclarent roumains, 1,59 % comme roms et 0,53 % comme allemands (6,72 % ne déclarent pas d'appartenance ethnique et 0,98 % déclarent appartenir à une autre ethnie).
Du point de vue religieux, en 1930, 43,55 % de la population déclarent être de confession catholique, 32,29 % de confession juive, 21,18 % de confession orthodoxe, 1,65 % de confession luthérienne (1,33 % déclarent pratiquer une autre religion)
En 2011, 86,8 % de la population déclarent être chrétiens orthodoxes, 2,53 % catholiques et 2,01 % pentecôtistes (7,41 % ne déclarent pas d'appartenance religieuse et 1,22 % déclarent pratiquer une autre religion).

## Politique
| Parti | Parti                          | Conseillers |
| ----- | ------------------------------ | ----------- |
|       | Parti national libéral (PNL)   | 10          |
|       | Union sauvez la Roumanie (USR) | 3           |
|       | Parti social-démocrate (PSD)   | 3           |
|       | PRO Romania (PRO)              | 1           |

## Culture locale et patrimoine

### Personnalités liées à la commune
- Andreea Boghian, rameuse roumaine
- Nathan Juran, réalisateur, scénariste et directeur artistique américain
- Olha Kobylianska, romancière et féministe ukrainienne
- Mihai Macovei, joueur de rugby à XV et capitaine de la sélection roumaine
- Cătălin Țăranu, joueur de go professionnel roumain
- Salomon Wininger, biographe autrichien

## Galerie

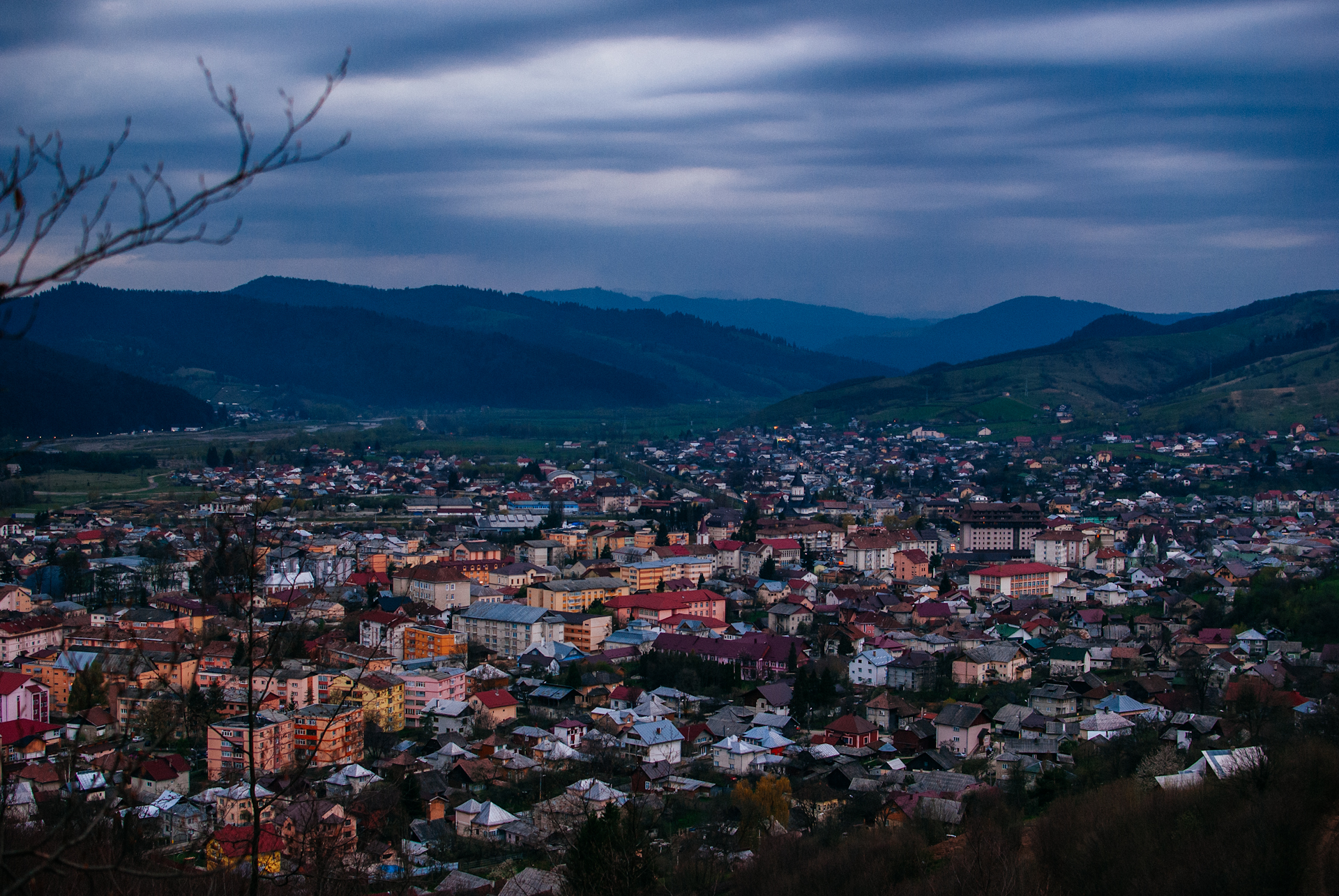
Vue panoramique de la ville
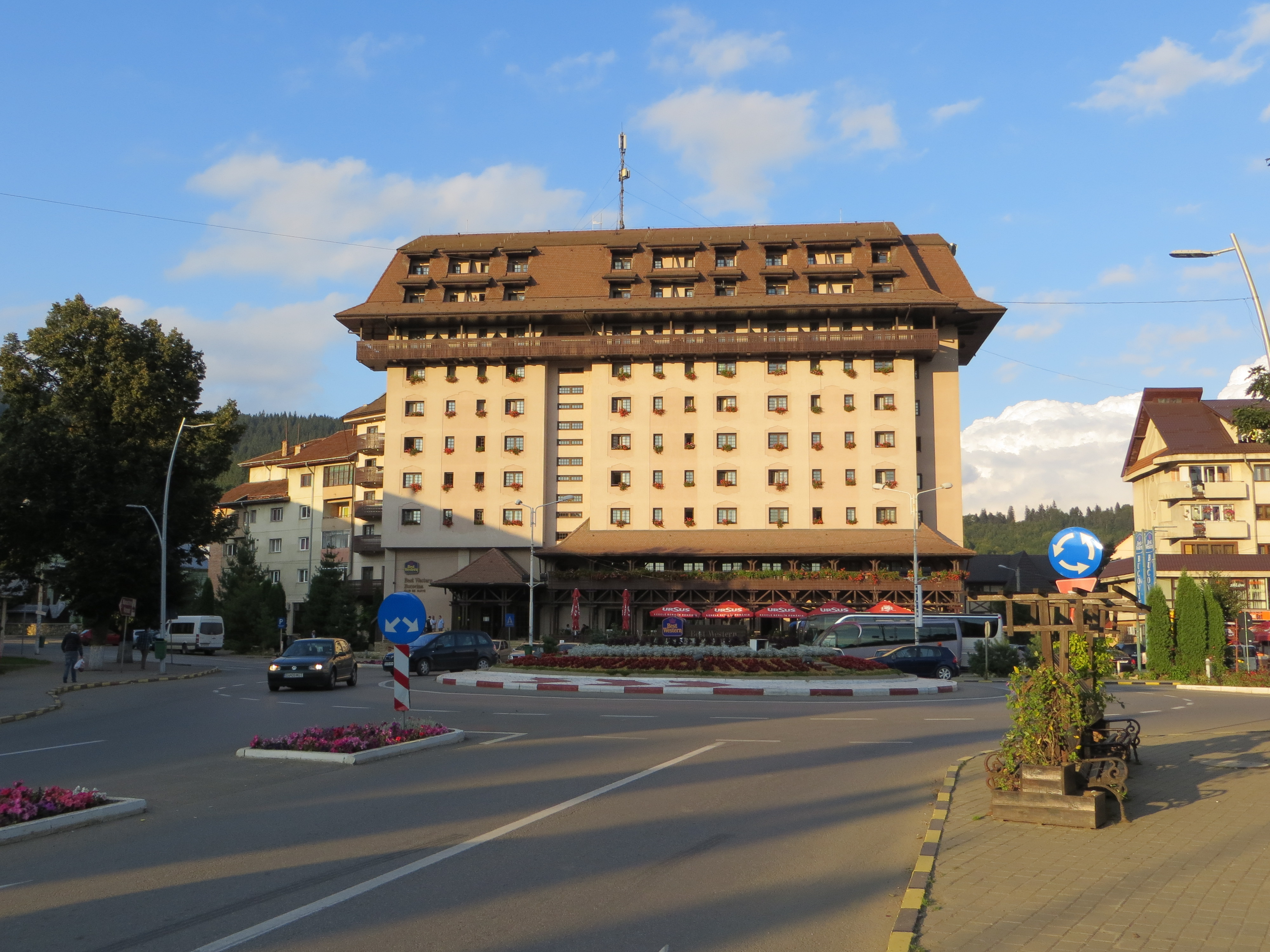
Hotel Bukovina
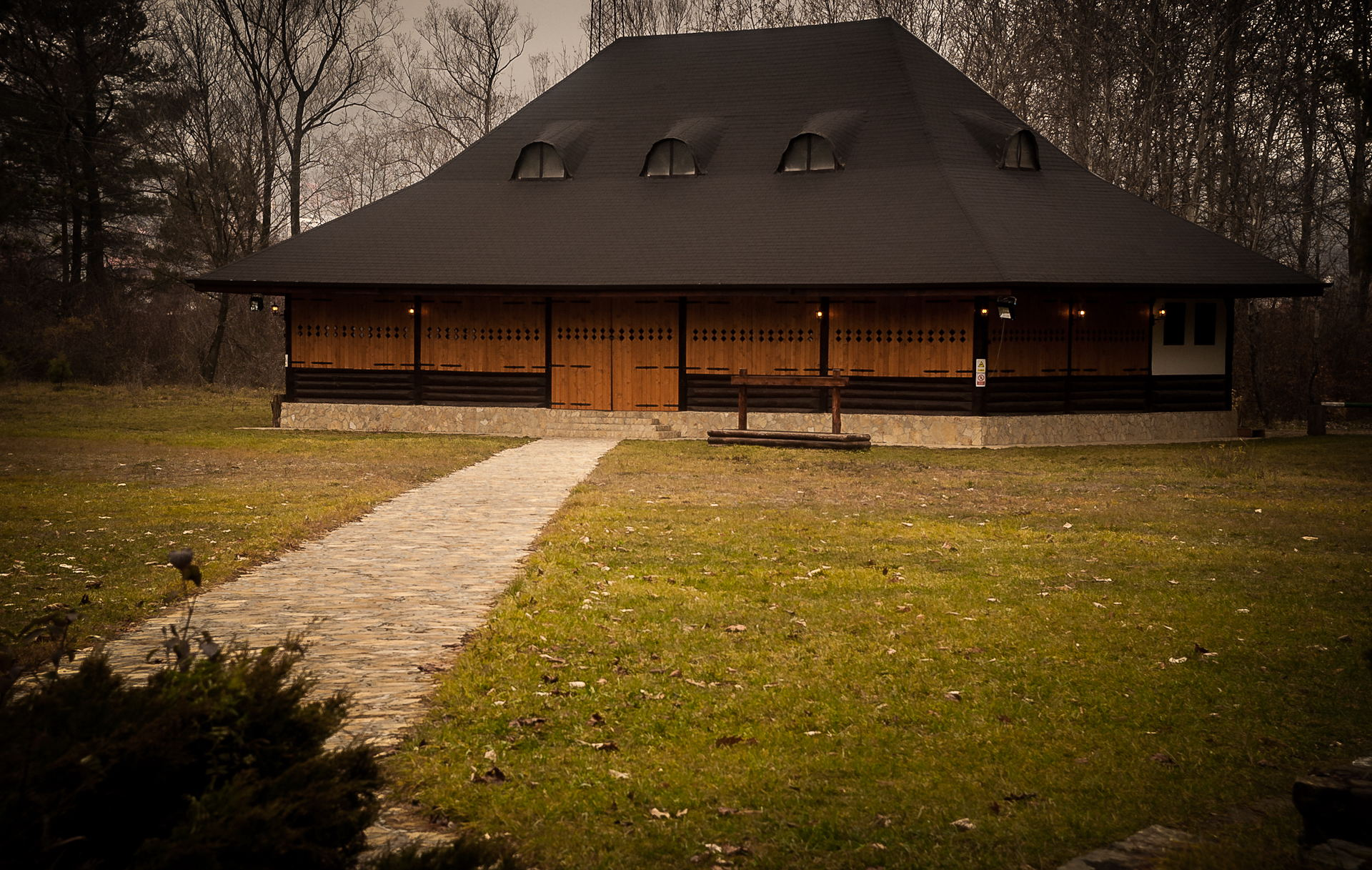
Maison en bois traditionnelle roumaine
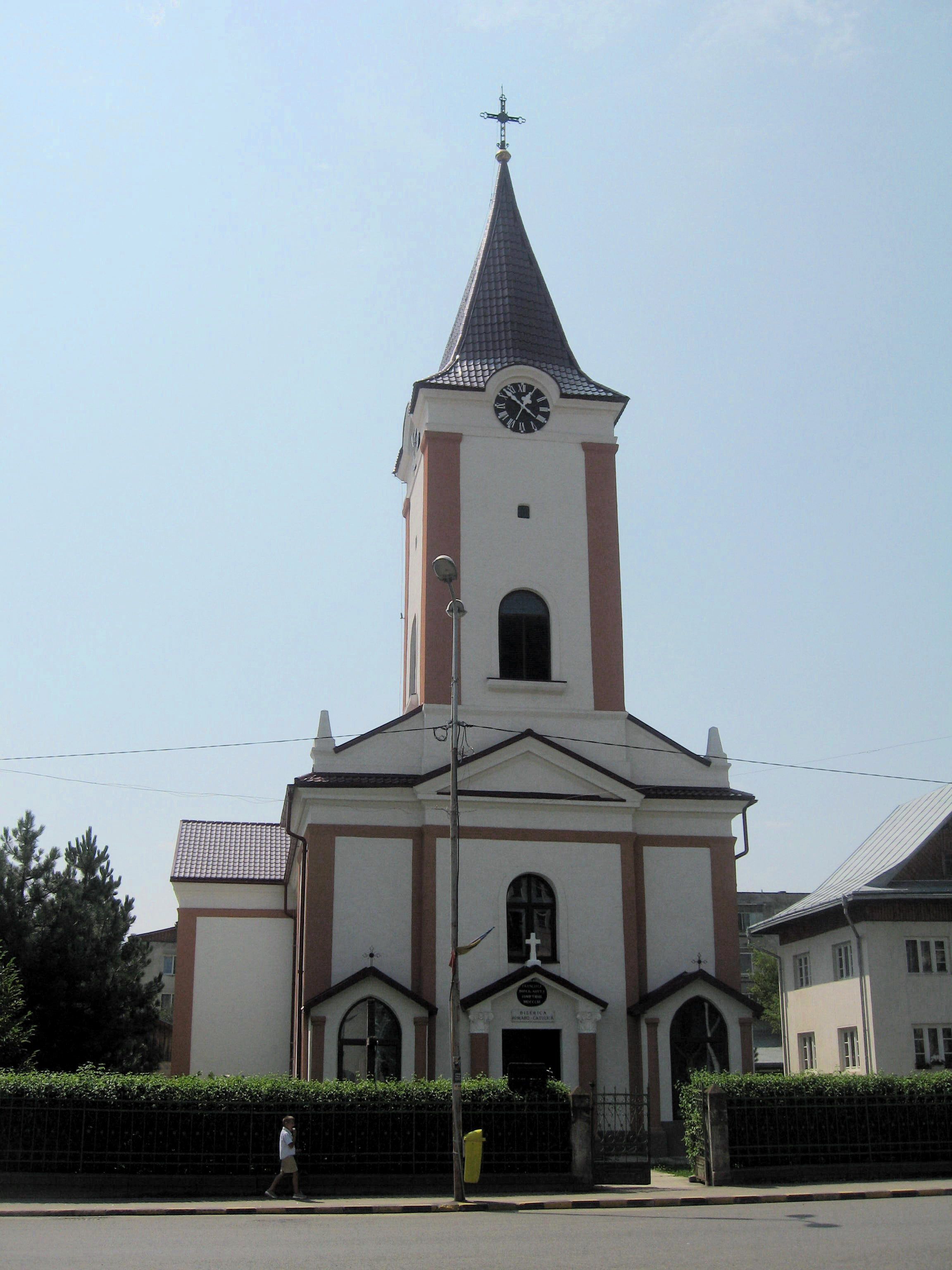
Église catholique
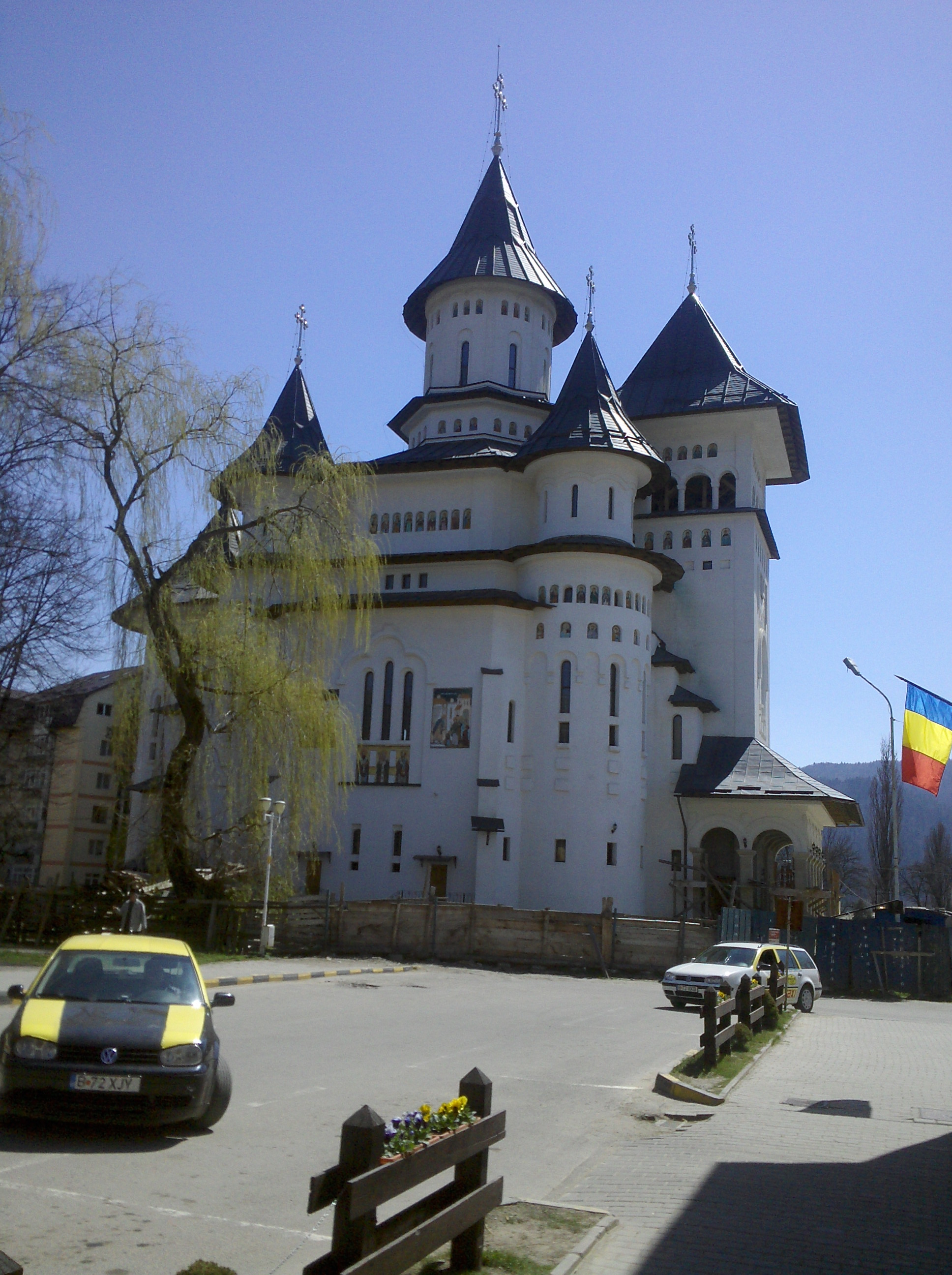
Cathédrale orthodoxe
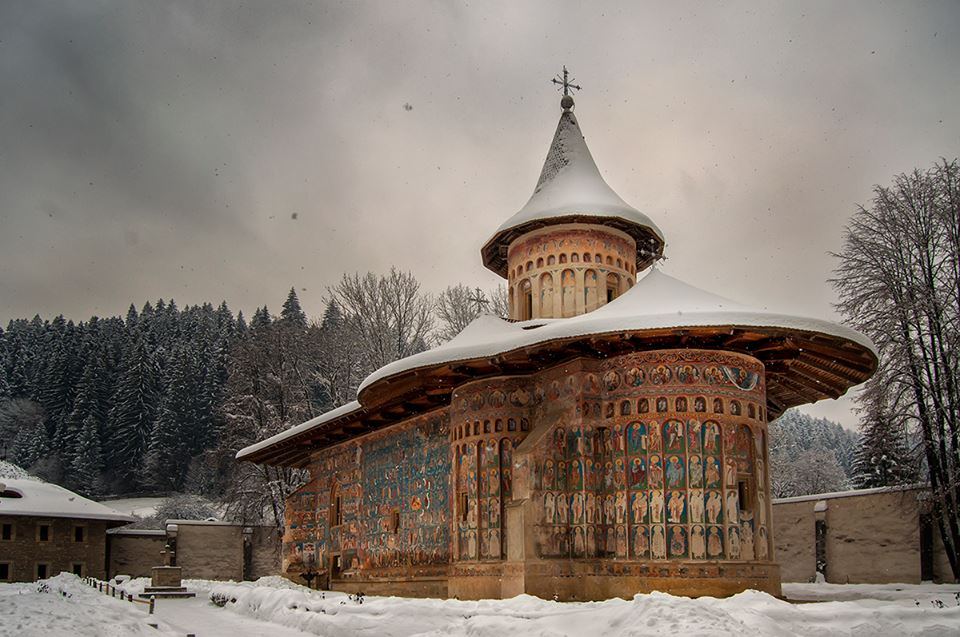
Monastère de Voroneț